# Panamomops torridus
Espèce
Panamomops torridus est une espèce d'araignées aranéomorphes de la famille des Linyphiidae.

## Distribution
Cette espèce est endémique du Gilgit-Baltistan au Pakistan,. Elle se rencontre dans le Karakoram dans les environs de Litigo à 3 900 m d'altitude.

## Description
La femelle holotype mesure 1,15 mm.

## Systématique et taxinomie
Cette espèce a été décrite en 2025 par Andrei V. Tanasevitch.

### Étymologie
Son épithète spécifique, du latin torridus, « desséché », fait référence au mauvais état des syntypes.

### Publication originale
- (en) A. V. Tanasevitch, « Revision of the linyphiid spider collection of di Caporiacco from Karakoram (Aranei: Linyphiidae) », Arthropoda Selecta, Russie, vol. 34, no 1,‎ 2025, p. 104-120 (ISSN 0136-006X, lire en ligne).